# OGLE-TR-111
OGLE-TR-111 – gwiazda w konstelacji Kila, oddalona od Ziemi o ok. 4900 lat świetlnych. Ma ona żółtą lub pomarańczową barwę. Jej magnitudo wynosi 16,96, nie jest więc widoczna przez słabe teleskopy. Nie została zapisana w żadnym z katalogów zawierających spis gwiazd, gdyż nie wyróżniała się niczym szczególnym, aż do odkrycia krążącej wokół niej, tranzytującej planety OGLE-TR-111 b. Podejrzewane jest także istnienie drugiej planety – OGLE-TR-111 c.